# Nécropole mérovingienne de Civaux
La nécropole mérovingienne de Civaux est une nécropole située à Civaux, dans le département de la Vienne, en France.

## Nécropole
La nécropole de Civaux est un lieu atypique et original, dont il n’existe pas d’équivalent.
Utilisée comme cimetière depuis plus de 1700 ans, la nécropole contient encore plusieurs centaines de sarcophages mérovingiens (500-750 apr. J.-C.), certains en place, d’autres formant des rangées. L’originalité du lieu réside surtout dans sa clôture composée de couvercles de sarcophage dressés tels des menhirs, et qui existait déjà au XVIIIe siècle. Des décors (poisson, croix, chrisme) et des inscriptions chrétiennes ont été gravés sur des couvercles : Maria, Pientia…
La nécropole est classée au titre des monuments historiques en 1923.

## Visite
La nécropole est ouverte gratuitement au public. Pour avoir plus d'informations, il est possible de se rendre au musée archéologique de Civaux et avoir accès à des audioguides et à des visites guidées.

## Galerie

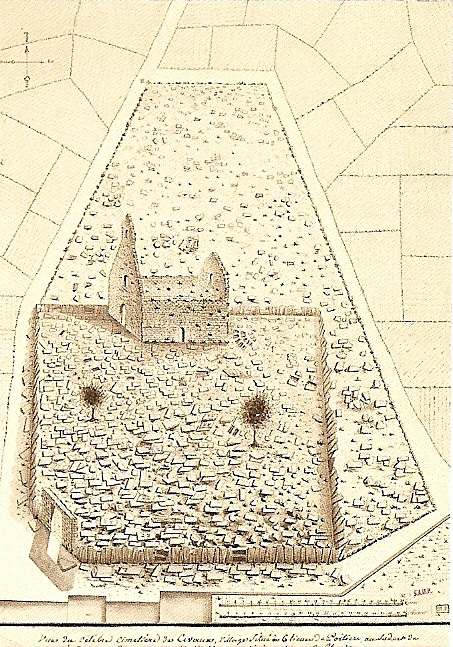
Gravure du XVIIIe siècle de la nécropole
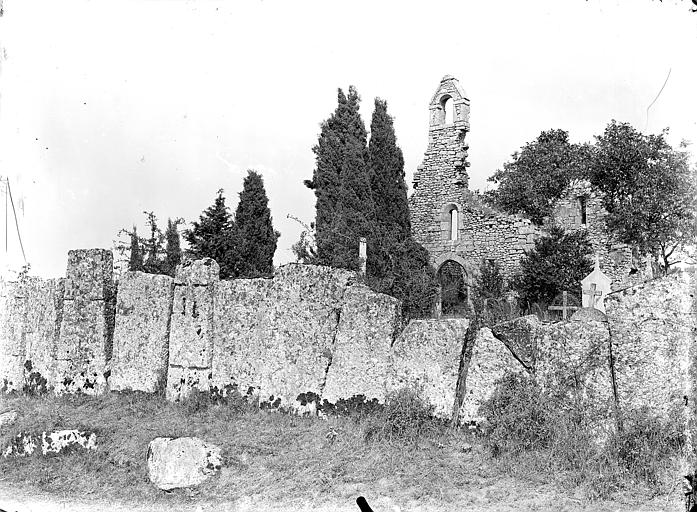
Clôture en couvercles de sarcophages
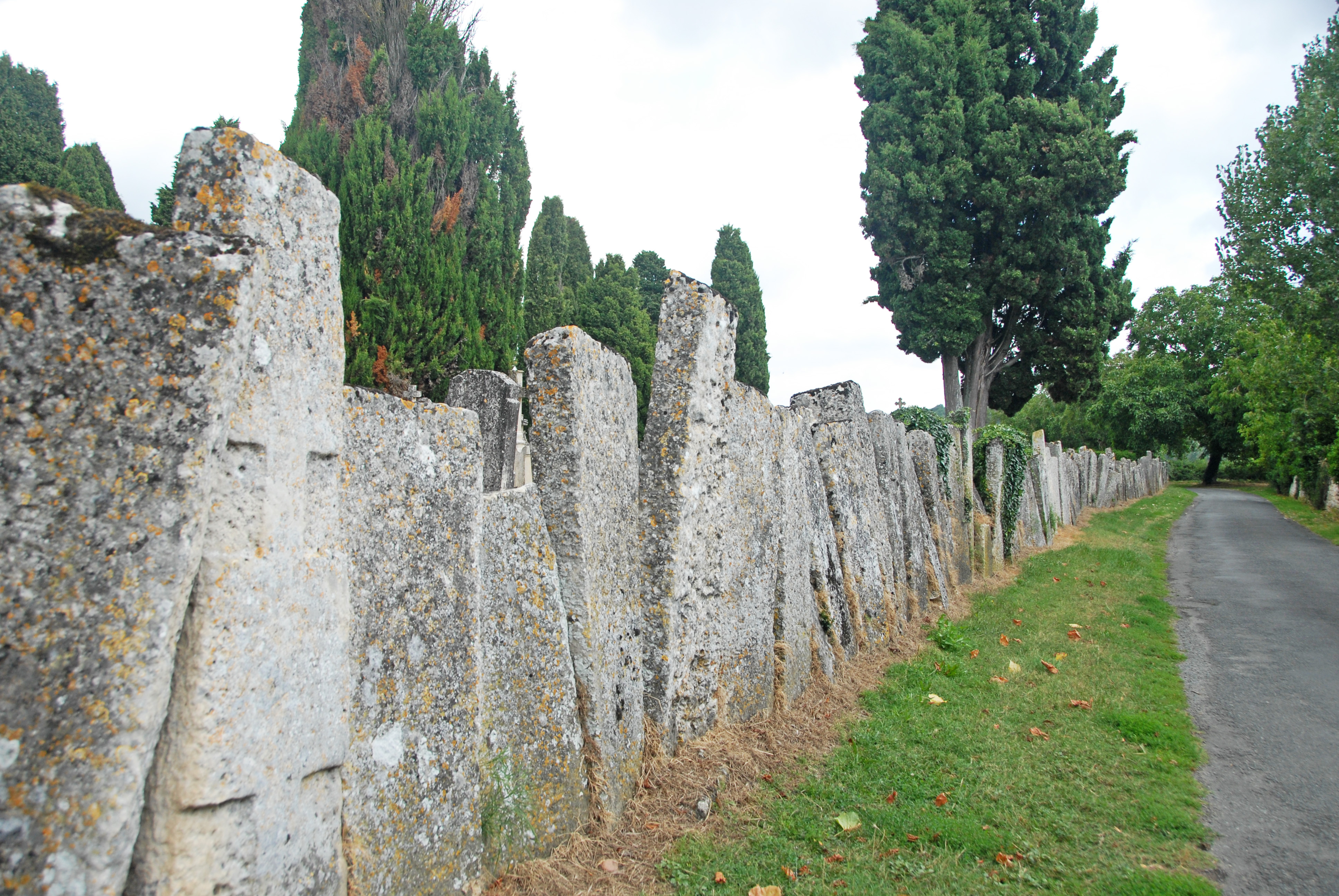
Clôture en couvercles de sarcophages
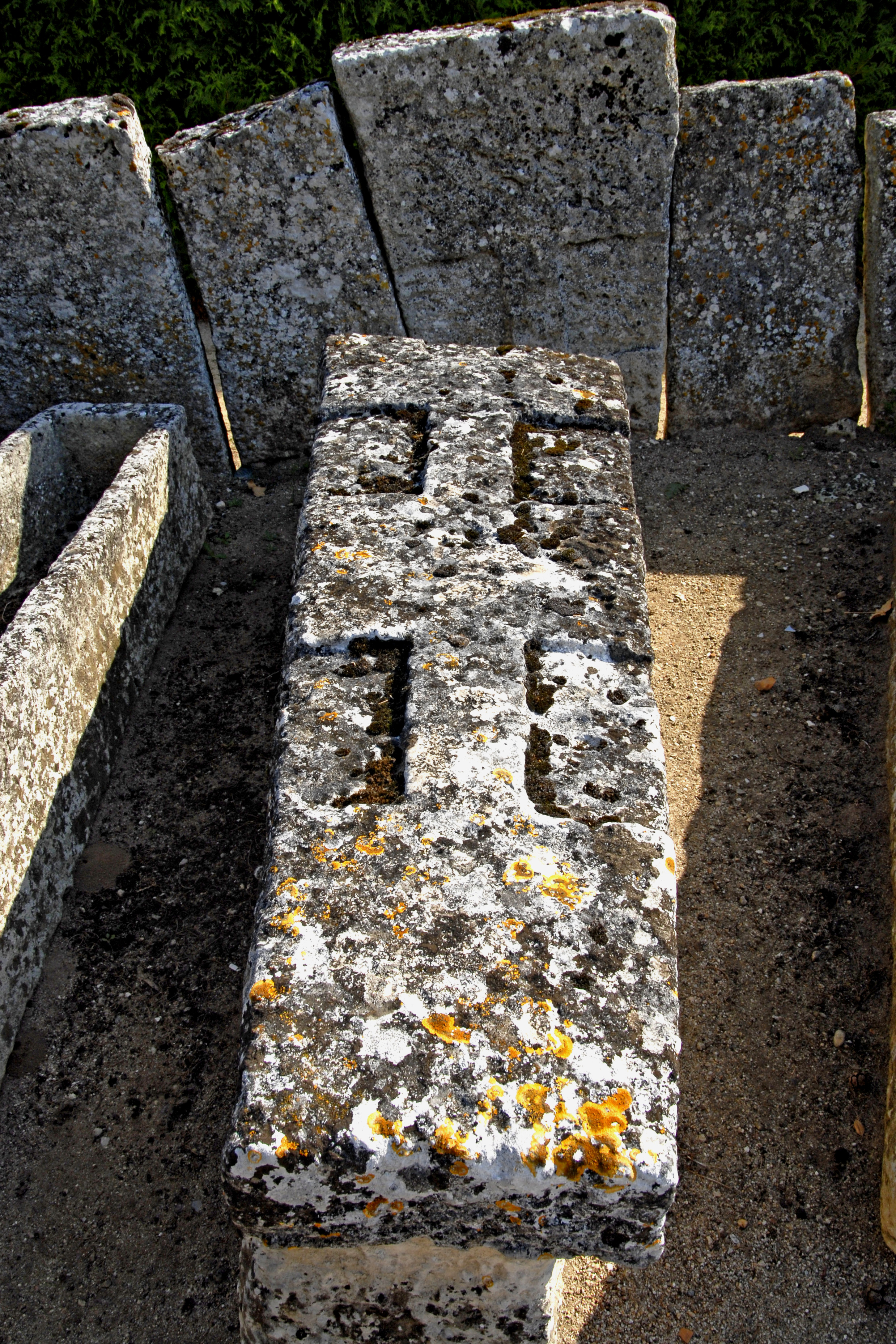